# Clemens Kunz
Clemens Kunz (* 1952) ist ein deutscher Ernährungswissenschaftler und Hochschullehrer an der Universität Gießen.

## Werdegang
Clemens Kunz studierte von 1976 bis 1981 Ernährungswissenschaft an der Universität Bonn, wurde dort 1984 mit einer Arbeit über Vitamin D in Säuglingsnahrung zum Dr. troph. promoviert und habilitierte sich 1993. Nach einem Studienaufenthalt an der University Ein Stipendium der Deutschen Forschungsgemeinschaft führte ihn von 1986 bis 1987 an die University of California, Davis (USA), wo er anschließend bis 1989 als Wissenschaftlicher Mitarbeiter am Department of Nutrition arbeitete. Von 1989 bis 1999 leitete er die Arbeitsgruppe Klinische Chemie am Forschungsinstitut für Kinderernährung der Universität Dortmund. 1999 erhielt er eine außerplanmäßige Professur für das Fach Physiologische Chemie an der Medizinischen Fakultät der Universität Bonn. Im selben Jahr wurde er auf die Professur für Ernährung des Menschen – Ernährungsphysiologische Bewertung von Lebensmitteln an der Justus-Liebig-Universität Gießen berufen, die er bis zu seiner Pensionierung im Jahr 2018 innehatte. Die Forschungsschwerpunkte von Clemens Kunz lagen in Gießen insbesondere in den Bereichen Mensch/Ernährung/Umwelt, Functional Food und Säuglingsnahrung.

## Veröffentlichungen (Auswahl)
- Functional food: Konzepte, Hypothesen, Realität. Spiegel der Forschung 2001; 18 (1): 44-50
- mit Sabine Schulz: Funktionelle Lebensmittel: Mehr als ein Trend?Chemie in unserer Zeit 2004; 38(2): 120-127
- Die Milch macht’s? Von frühkindlicher Ernährung und Erkrankungen im Alter. Spiegel der Forschung 2007; 24(1): 54-58

## Ehrungen (Auswahl)
- 1998: Max-Rubner-Preis der Deutschen Gesellschaft für Ernährung[6]